# Frank Shea
Frank Shea (Frank Joseph Shea; * 19. März 1894 in Irwin, Pennsylvania; † 6. August 1978 in Harrisburg, Pennsylvania) war ein US-amerikanischer Sprinter, der sich auf den 400-Meter-Lauf spezialisiert hatte.
Bei den Olympischen Spielen 1920 in Antwerpen wurde er jeweils Vierter über 400 m und in der 4-mal-400-Meter-Staffel.
1917, 1919 und 1920 wurde er US-Meister über 440 Yards. 1918 wurde er für die University of Pittsburgh IC4A-Meister über 440 Yards mit seiner persönlichen Bestzeit von 47,6 s (entspricht 47,3 s über 400 m), und 1921 wurde er erster NCAA-Meister über diese Distanz.